# EISA

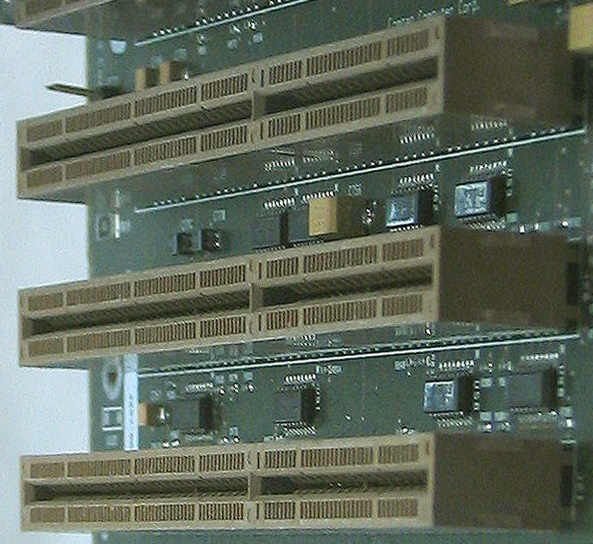
Tři sloty EISA sběrnice

EISA je v informatice označení pro 32bitovou paralelní sběrnici používanou v počítačích třídy IBM PC/AT od roku 1988. EISA je rozšířením původní 16bitové sběrnice ISA, se kterou je zpětně kompatibilní (ISA karty lze zasunout a používat v EISA slotu).
V úplně původním IBM PC byl použit procesor 8088, což je 16bitový procesor s 8bitovým rozhraním. Proto byla pro rozšiřující karty přímo vyvedena jeho sběrnice na konektory SA (standard architecture).
Sběrnice ISA (navržená pro počítač třídy IBM PA/AT s procesorem Intel 80286) představuje rozšíření původní SA sběrnice. Má 16 datových, 24 adresových plus sadu řídících signálů umístěných na lineárním oboustranném konektoru (protikusem je běžná oboustranná deska plošných spojů s vytvořenými kontaktními poli. ISA pracuje rychlostí taktu 8 MHz.
Sběrnice EISA představuje snahu o zdola kompatibilní rozšíření této sběrnice na 32 datových a 32 adresních bitů současně s použitím vyšší přenosové rychlosti.
Fyzicky jde o přidání druhého konektoru (obdobné konstrukce) do řady za ISA konektor. Tento druhý konektor obsahuje všechny signály (tedy ne pouze doplnění chybějících). Základní rychlost taktu sběrnice EISA je 8,3 MHz.
Do výsledné pozice (tzv. slotu) lze vložit jak ISA rozšiřující desku, tak EISA 32bitovou desku.

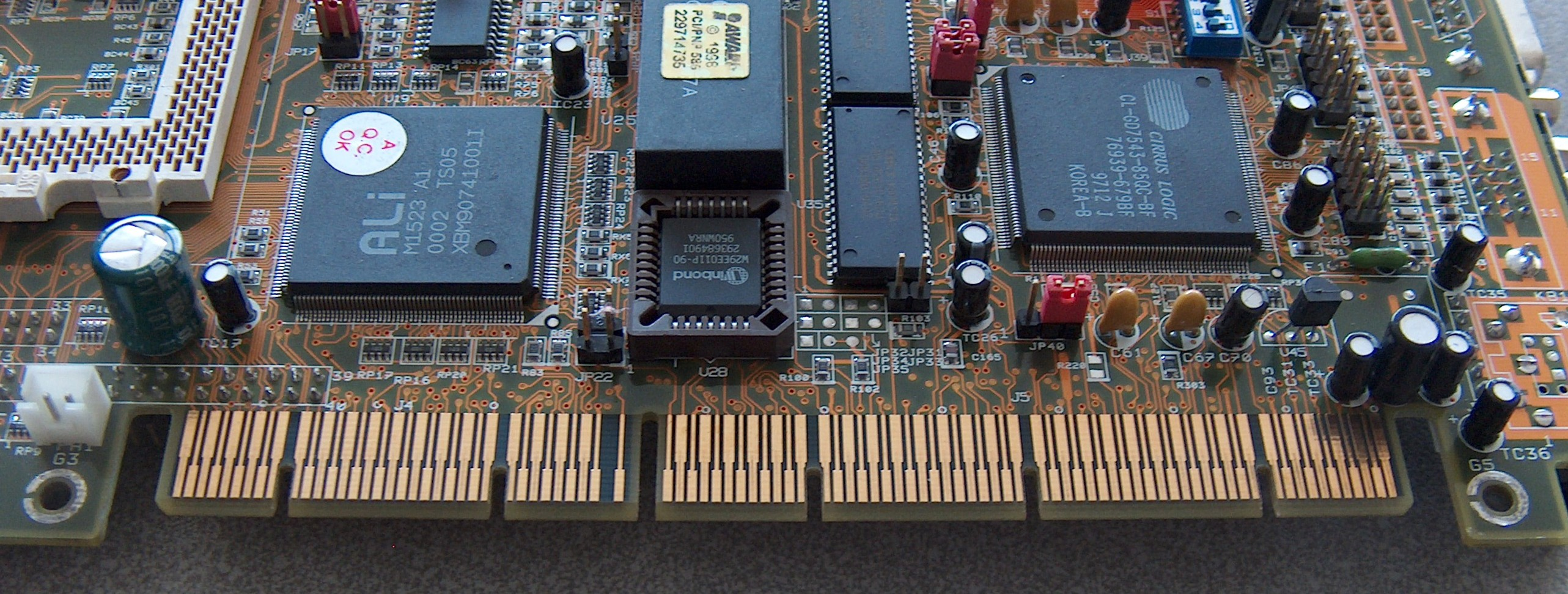
Konektor PISA

Tato sběrnice dosáhla pouze omezeného rozšíření (může potvrdit kdokoliv, kdo má zkušenosti s výpočetní technikou 90. let 20. století). Problematické bylo mechanické provedení s dlouhým kontaktním polem. Je zajímavé, že stejný konektor byl použit pro bus PISA, což je kombinace ISA a PCI na jednom konektoru. Používal se na tzv. "stromečky" na kterých byly jak ISA, tak PCI konektory, tudíž na základní desce byl tento obojetný konektor, aby se na nej vešly oba busy. Stromečky jsou adaptery, nástavce, prodlužovačky na bus, aby přídavné karty mohly být montovány rovnoběžně se základní deskou. Používají se v kompaktních počítačích, aby mohly být nižší.
Desky EISA podporoval pouze omezený počet výrobců, převážně asijské provenience (sdružených v EISA foru). Firma IBM navrhla konkurenční 32bitovou sběrnici Micro Channel, ovšem nákladnost licenčních poplatků a její komplikovanost zabránily většímu rozšíření. Nakonec se ujalo řešení firmy Intel – 32bitová sběrnice PCI.